# Britano-brasileiros
A imigração britânica no Brasil é composta pelos britano-brasileiros ou anglo-brasileiros (em inglês: British Brazilians ou Anglo-Brazilians) que são cidadãos brasileiros com total, parcial ou predominante ascendência britânica, ou uma pessoa nascida no Reino Unido e radicada no Brasil. Em geral, inclui-se entre os anglo-brasileiros outros povos de ascendência britânica, como os escoceses, norte-irlandeses, galeses ou das colônias britânicas. A exemplo, o sobrenome "Smith" pode ser encontrado nas quatro nações britânicas e muitos caribenhos que vieram à Amazônia referem-se como "ingleses".

## O perfil do imigrante britânico em geral e as colônias irlandesas no Brasil
Devido à falta de dados sobre esses imigrantes, não se sabe nem mesmo ao certo quantos brasileiros descendem de britânicos. O Brasil recebeu uma comunidade expatriada de britânicos que vieram como investidores, bancários e industriais. Segundo Gilberto Freyre, a comunidade britânica mantinha-se nas zonas costeiras, intermediando as relações comerciais do Brasil monárquico. Como o Rio de Janeiro era a antiga capital, tanto na época imperial quanto nas primeiras seis décadas do século XX lá se encontram uma quantidade significativa de descendentes de ingleses.

## Brasileiros de ascendência britânica
- Richard Gore Brabazon Davids, empresário paulista
- Willie Davids, prefeito de Londrina
- Ritchie, cantor
- Adriana Reid
- Afonso Eduardo Reidy
- Bertha Lutz
- João Guilherme Greenhalgh, oficial da Marinha Brasileira
- John Taylor, capitão da Marinha Brasileira
- Bethell, L. O, escritor
- Annete Stone, ex-modelo brasileira
- Dan Torres
- Francisco Brennand
- Fernanda Young
- Fernando Cavendish
- Glenda Kozlowski
- Helena Morley
- James Norton
- José Roberto Wright
- José Smith de Vasconcelos
- Lily Safra
- Marta Suplicy
- Marcelo Mansfield
- Nelson Baskerville
- Oscar Alfredo Cox
- Sacha Bali
- Supla
- Ricardo Waddington
- Virgínia Cavendish
- Edward Hemming Dodd
- Charles Miller
- George Craig Smith, fundador de Londrina
- Simon Joseph Fraser (Lord Lovat), fundador de Londrina
- George Manson, oficial da Marinha Brasileira
- James Russell, oficial da Marinha Brasileira
- James Shepherd, oficial da Marinha Brasileira
- William Cooper, oficial da Marinha Brasileira
- Bartholomew Hayden, oficial da Marinha Brasileira
- David Dewitt, oficial da Marinha Brasileira
- William Eyre ,oficial da Marinha Brasileira
- Jorge Dodsworth  ministro da Marinha
- Thomas Sackville Crosbie,  capitão da Marinha Brasileira
- Mathias Welch, oficial da Marinha Brasileira